# Polypodium vagans
Polypodium vagans là một loài thực vật có mạch trong họ Polypodiaceae. Loài này được Mett. miêu tả khoa học đầu tiên năm 1864.